# Ibe (rapper)
Ibe, pseudonimo di Ilmari Johannes Kärki (Helsinki, 29 gennaio 1999), è un rapper finlandese.

## Biografia
Nato nella capitale finlandese, si è diplomato presso la Helsingin Suomalainen Yhteiskoulu.
Gli album in studio Ibe e Nonsense, usciti rispettivamente nel 2017 e nel 2018, si sono tutti e due classificati nella Suomen virallinen lista. Il suo posizionamento più alto in classifica è arrivato con Ibelius, che non è andato oltre la 2ª posizione e il cui successo gli ha permesso di conseguire due nomination agli Emma gaala, il principale riconoscimento musicale in Finlandia. Vincerà il suo primo premio alla medesima gala nel maggio 2021 con Perkele!.
Il remix finlandese di Samma gamla vanliga del rapper svedese A36, in cui è accreditato come artista principale, è divenuto il suo più grande successo commerciale, dominando la hit parade nazionale per tredici settimane consecutive.

## Discografia

### Album in studio
- 2017 – Ibe
- 2018 – Nonsense
- 2019 – Ibelius
- 2020 – Perkele!
- 2022 – ViO
- 2022 – Non2en2e
- 2023 – Räppäri

### EP
- 2025 – Blockfest Pack

### Singoli
- 2017 – Monologi
- 2017 – Eurovisioit (feat. Kube)
- 2017 – Vika päivä/Kirpparinarkkari
- 2018 – Viraali
- 2018 – Oma itt3s (con Cavallini & Shrty)
- 2018 – Kaikki (con Melo)
- 2019 – Tien pääl (con Melo)
- 2019 – Luota muhun
- 2020 – Parast elämää (con Skii6)
- 2021 – Kaikki kerrat kun me tavattiin (con Nelma U)
- 2021 – West Side Baby (con Blacfaco e Elastinen)
- 2021 – Tunteet
- 2021 – Itsekäs (con Sebastian Noto e NCO)
- 2021 – Samma gamla vanliga (Remix) (con A36, Averagekidluke e Cledos)
- 2022 – Kesäst kesään (Kesäbiisi)
- 2022 – X5 (con Melo)
- 2022 – Famous
- 2023 – Ylläs (con Sebastian Noto)
- 2023 – Shoppaa (con Babyface Bax)
- 2023 – Huomioo (con Nebi e Shrty)
- 2023 – Kauemmas (con Cledos)
- 2023 – CityBoy (con Korelon)
- 2023 – Blondina
- 2023 – W
- 2023 – Less Is More
- 2023 – Ghetto Love (con Averagekidluke)
- 2023 – Rajal (con MDS, Ares ed Elastinen)
- 2024 – Marraskuu
- 2024 – Jeesus (con Koira e Melo)
- 2025 – Masiina
- 2025 – Mitä jos? (con RemyNotAgain e Bizi)
- 2025 – Rolling Stone (con Jami Faltin)
- 2025 – Ikilapsi (con Ares)